# Brewer, Maine
Brewer är en stad i Penobscot County i delstaten Maine, USA, med 8 987 invånare (2000). Den har enligt United States Census Bureau en area på totalt 40,4 km² varav 1,3 km² är vatten.  